# الداينصورات الجديدة
الديناصورات الجديدة: تطور بديل هو كتاب في حقل التطور الخيالي لعام 1988 كتبه العالم الجيولوجي الاسكتلدي وعالم الاحافير دوجال ديكسون وقد تم تصميمه من قبل العديد من الرسامين بما في ذلك أماندا بارلو، وبيتر باريت، وجون باتلر، وجين كولفيل، وأنتوني ديوك، وآندي فارمر، ولي جيبونز، وستيف هولدن، وفيليب هود، ومارتن نولدن، وشون ميلن، ودينيس أوفندن، وجويس توهيل. . يحتوي الكتاب أيضا على مقدمة من ديزموند موريس. الديناصورات الجديدة يستكشف افتراضية الأرض البديلة، كاملة مع الحيوانات والنظم الإيكولوجية، بافتراض أن حادثة انقراض العصر الطباشيري-الباليوجيني لم تحدث، وترك الديناصورات غير الطيرية وغيرها من حيوانات الدهر الوسيط 65 مليون سنة إضافية ل تتطور وتتكيف على مدار حقب الحياة الحديثة حتى يومنا هذا.
الديناصورات الجديدة هو الكتاب الثاني لديكسون في حقل التطور الخيالي، لحاقابـ بعد الرجل (1981)، الذي كان يتمحور حول استكشف حيوانات لعالم افتراضي بعد 50 مليون سنة في المستقبل بعد أن انقرضت البشرية. بعد الرجل استخدم بيئة خيالية وحيوانات افتراضية لشرح العمليات الطبيعية وراء التطور بينما الديناصورات الجديدة يستخدم إطاره الخيالي الخاص والحياة البرية الافتراضية لشرح مفهوم علم الحيوان والعوالم الجغرافية الحيوية. تبع ذلك عمل آخر في حقل التطور الخيالي قام به ديكسون في عام 1990, رجل بعد رجل، والذي ركز على تغير المناخ على مدى ملايين السنين القليلة القادمة من خلال عيون الجنس البشري في المستقبل المعدلة وراثيا للتكيف معها.
بعض الداينصورات الإفتراضية لديكسون تحمل تشابها -بالصدفة- لديناصورات حقيقة تم اكتشافها بعد نشر الكتاب. كمثال عام، العديد من الداينصورات الخيالية لديكسون كانت مصورة بريش، وهو أمر لم يكن مقبولًا على نطاق واسع بعد عند كتابة الكتاب.  

## ملخص

تستخدم الديناصورات الجديدة أحفاد حيوانات العصر الطباشيري المتخيلة لشرح عوالم الجغرافيا الحيوية.

تفتح الديناصورات الجديدة نسخة بديلة خيالية للأرض الحالية كما يتصور الكاتب ديكسون لو لم يحدث الانقراض للعصر الطباشيري والباليوجيني. كما هو الحال في عمل ديكسون السابق، بعد الرجل، يُطَبّق علم البيئة والنظرية التطورية لتكوين مخلوقات قابلة للتصديق، وكلها لها أسماء ثنائية ونصوص تصف سلوكها وتفاعلها مع الحيوانات المعاصرة الأخرى. تمثل معظم هذه الحيوانات الديناصورات الباقية والتيروصورات والبليزوصورات، والتي يناقشها ديكسون من خلال عوالم الجغرافيا الحيوية، وتقسيمات سطح الأرض على أساس أنماط توزيع الحيوانات وأشكال الحياة الأخرى.
فيما يتعلق بالحيوانات المفترسة، تسيطر الكويلوروصورات من حيث العدد والتنوع، وغالبًا ما يكون لها تكيفات فريدة. على سبيل المثال، طور مفترس قمة البامبا في أمريكا الجنوبية، وهو "cutlasstooth" الكويلوروصوريان، أسنانًا ضخمة قاطعة للسماح له بالاعتداء على الصربوديات الكبيرة. تعد البامبا أيضًا موطنًا لآخر الديناصورات، وهي "gourmand" الكبيرة الكاسحة. هناك أيضًا العديد من dromaeosaurids ، بما في ذلك "jinx"، التي تم تكييفها لتقليد الديناصورات العاشبة الكبيرة من خلال الرائحة والمظهر.
تعد محيطات العالم موطنًا للعديد من التيروصورات، مثل الأشكال التي تشبه طيور النورس وأشكال البطريق. هناك أيضًا "whulk"، وهو طائر بليوصور ضخم يشبه الحوت يتغذى حصريًا على العوالق. يستخدم «الكراكن»، وهو أمونيت ضخم، ويستخدم مخالب متخصصة لتشابك ولسع أي شيء يقترب منه.

## تطوير
بعد نجاح كتابه السابق في حقل التطور الخيالي بعد الرجل في عام 1981، أدرك ديكسون أن هناك سوقًا للكتب الشعبية التي تستخدم أمثلة خيالية ومحيطات لشرح العمليات العلمية الواقعية. بعد الرجل قد شرح عملية التطور من خلال إنشاء نظام بيئي افتراضي معقد للمستقبل، في حين الديناصورات الجديدة تهدف بدلاً من ذلك إلى إنشاء كتاب عن الجغرافيا الحيوانية، وهو موضوع لم يكن عامة الناس على دراية به، وذلك باستخدام عالم خيالي يكون فيه الديناصورات غير الطائرة لم تنقرض للتمكين من شرح العملية. 
تأثرت الديناصورات والحيوانات الأخرى في الديناصورات الجديدة بشدة بعلم الأحافير في عصرها. الأفكار المتعلقة بنهضة الداينصورات - لتستبدل الأفكار القديمة عن الديناصورات بأنها مخلوقات بلهاء وبطيئة مع حيوانات نشطة ورشيقة تشبه الطيور- استُعمِلت بشكل كبير في الكتاب.  استخلص ديكسون أفكار علماء الحفريات مثل روبرت باكر وجريجوري إس. بول عند إنشاء مخلوقاته واستخدم أيضًا الأنماط الموجودة في التاريخ التطوري الفعلي للديناصورات ودفعها إلى أقصى الحدود، مثل إنشاء «غورماند»، وهو كاسح هائل بلا ذراعين ينحدر من الديناصورات  (دفع بول أيضًا بفكرة أن أحفاد التيرانوصورات الافتراضية ما بعد العصر الطباشيري قد يصبحون بلا ذراعين وأن سجل الحفريات يدعمها،   على الرغم من الاكتشافات اللاحقة وبحث غير رأيه).
موقع Per Dixon الإلكتروني، «تطور علم الديناصورات منذ نشره لأول مرة في عام 1988، والمقدمة الأصلية للكتاب قد تقدم إلى حد كبير.» عمل ديكسون على مراجعة وتحديث هذه المعلومات لإصدارات أحدث من الديناصورات الجديدة.

## الاستقبال
مثل سابقتها بعد الرجل ، حصلت الديناصورات الجديدة على آراء إيجابية من النقاد. أشاد ويليام ف. ألمان، الذي كتب لصحيفة يو إس نيوز آند وورلد ريبورت، بحقيقة أن ديكسون قد استخلص تصاميمه من أسلاف الديناصورات الحقيقيين وختم إلى أنه على الرغم من أنه غريب الأطوار في بعض الأحيان، فإن معظم باحثي الديناصورات يتفقون مع الكتاب بقدر ما إذا كان الكويكب الذي جلب انقراضهم لم يضرب الكوكب، فمن المحتمل أن تهيمن الديناصورات على الكوكب حتى يومنا هذا. كانت المراجعات في سميثسونيان ومجلة مكتبة المدرسة وقائمة الكتب إيجابية أيضا، حيث وصف المراجعون الكتاب بأنه «تاريخ بديل للعالم» و «كتاب» ماذا لو«الجوهري لعشاق الديناصورات».
تم انتقاد العديد من الحيوانات المعروضة في الكتاب من قبل علماء الأحافير وكتّاب العلوم، خاصة في أن العديد من الحيوانات ترتبط ارتباطا وثيقا بحيوانات العصر الحديث. وبهذه الصفة، الـ (lank)، حيوان رباعي الأرجل، مشتق من التيروصورات الأرضية والرعي من عائلة الأزداركيداي الطباشيري، وقد قيل بأنه الأسوأ من قبل بعض الكتّاب. في مراجعة للكتاب في عام 1990، الباحث غريغوري س. بول وصف المخلوق بأنه «ربما أسوأ وحش في الكتاب» و«لا يصدق»، مشيرا إلى أنه يعتقد أنه من غير المجدي أن تتطور التيروصورات إلى حيوانات تشبه الزرافة قبل الديناصورات المهيمنة والأرضية من الأصل. في عام 1992، ردد الباحث ديفيد أونوين نفس المشاعر، الذي رأى أن التيروصورات آكلة العشب ورباعية الأرجل غير محتملة إلى حد كبير. في عام 2008، قدم عالم الحفريات البريطاني والكاتب العلمي دارين نايش وجهة نظر أكثر تعويضية للحيوان، مشيرا إلى أنه إذا أصبحت التيروصورات أرضية، فإن الأزداركيين سيكونون المجموعة الأكثر احتمالا للقيام بذلك وأن الأزداركيين كانوا سيستخدمون مشية مماثلة لمشية الزرافات عند المشي. أشار بول وأونوين ونايش إلى أن التنوع الهائل الذي شوهد في التيروصورات داخل الكتاب غير مرجح إلى حد ما لأن المجموعة كانت منخفضة التنوع في نقطة انقراض العصر الطباشيري-الباليوجيني، وكان الأزداركيون المجموعة الحية الوحيدة. حتى أن بول ذهب إلى حد القول إنه يعتبر التيروصورات التي نجت من حقب الحياة الحديثة «مشكوك فيها» حتى لو لم تحدث حادثة الانقراض.

## ميراث
انتهى الأمر بالعديد من الحيوانات الافتراضية التي تم إنشاؤها لـ الديناصورات الجديدة تشبه مخلوقات الدهر الوسيط الحقيقية التي تم اكتشافها منذ ذلك الحين.العديد من الديناصورات الافتراضية المعروضة في الكتاب مغطاة بأشكال غامضة، والتي تم اكتشافها في العصر الحديث لمعظم المجموعات. تتشابه الـ "arbrosaurs" مع متسلقي الأشجار الصغيرة ثنائية القدم الذين يتسلقون بالفعل أشجارا مثل الميكرورابتور (الموصوف في عام 2000) والتيروصورات الأرضية الكبيرة، مثل "lank" المذكورة أعلاه، تشبه بعض الحيوانات في مجموعة التيروصورات الفعلية أزدارشيداي.
أظهر فيلم كينغ كونغ عام 2005 للمخرج بيتر جاكسون نظاما بيئيا كاملا لنسخة الفيلم من جزيرة الجمجمة التي يسكنها أحفاد حيوانات من حقبة الدهر الوسيط. استلهم مصممو هذه الحيوانات (ورشة ويتا) من أعمال ديكسون، ولا سيما الديناصورات الجديدة .
في عام 2008، تم تعديل The New Dinosaurs في سلسلة مانغا يابانية من قبل شركة Diamond التي تتخذ من طوكيو مقراً لها.

## روابط خارجية
- الديناصورات الجديدة على موقع دوجال ديكسون

قالب:Dixon Speculative Evolution